# كوالالمبور
كوالالمبور (بالملايوية: Wilayah Persekutuan Kuala Lumpur؛ بالصينية: 吉隆坡联邦直辖区؛ بالتاميلية: கோலாலம்பூர் கூட்டரசு பிரதேசம்) هي منطقة فيدرالية وعاصمة ماليزيا وأكبر مدينة في البلاد، إذ تغطي مساحة 243 كيلومتر مربع (94 ميل مربع) وبلغ عدد سكانها 2.163.000 نسمة في عام 2022. أما كوالالمبور الكبرى والمعروفة أيضًا باسم وادي كلاغ فهي تجمع حضري ضم 8.622 مليون نسمة في عام 2023. وهي من بين المناطق الحضرية الأسرع نموًا في جنوب شرق آسيا سواء من حيث السكان أو التنمية الاقتصادية. ويعد وادي كلاغ (كوالالمبور) خامس أكبر اقتصاد في رابطة دول جنوب شرق آسيا (أسيان) بعد سنغافورة وجاكرتا وبانكوك ومانيلا.
تعد المدينة المركز الثقافي والمالي والسياحي والسياسي والاقتصادي لماليزيا. كما أنها موطن لبرلمان ماليزيا المكون من مجلسين (ديوان الرعية ومجلس الشيوخ) وأستانا نيجارا (القصر الوطني) هو المقر الرسمي ليانغ دي برتوان أغونغ (ملك ماليزيا). تطورت كوالالمبور لأول مرة نحو عام 1857 كمدينة تخدم مناجم القصدير في المنطقة، وكان لشخصيات مهمة مثل ياب آه لوي وفرانك سويتنهام دور فعال في التطوير المبكر للمدينة في أواخر القرن التاسع عشر. وكانت بمثابة عاصمة سلاغور منذ عام 1880 حتى عام 1978. وكانت كوالالمبور هي العاصمة المؤسسة لاتحاد مالايا ومن بعده ماليزيا. وظلت المدينة مقرًا للسلطتين التنفيذية والقضائية للحكومة الفيدرالية الماليزية حتى جرى نقلهما إلى بوتراجاي في أوائل عام 1999. ومع ذلك ما تزال بعض أقسام الهيئات السياسية موجودة في كوالالمبور. والمدينة هي إحدى المناطق الفيدرالية الثلاثة لماليزيا، وتقع داخل ولاية سلاغور على الساحل الغربي الأوسط لشبه جزيرة ماليزيا.
منذ تسعينيات القرن العشرين استضافت المدينة العديد من الأحداث الرياضية والسياسية والثقافية الدولية، بما في ذلك دورة ألعاب الكومنولث عام 1998، وألعاب جنوب شرق آسيا 2001، وألعاب جنوب شرق آسيا 2017، والفورمولا 1، وسباق الجائزة الكبرى للدراجات النارية، وكأس العالم تحت 20 سنة لكرة القدم. كما شهدت كوالالمبور تطورًا سريعًا في العقود الأخيرة، وهي موطن لأطول مبنيين توأم في العالم، برجا بتروناس التوأم الذين أصبحا منذ ذلك الحين رمزًا للتنمية الماليزية. وترتبط كوالالمبور جيدًا بمناطق المترو الحضرية المجاورة مثل بيتالينغ جايا عبر نظام نقل وادي كلاغ المتكامل الذي يتوسع بسرعة. ويمكن لسكان المدينة أيضًا السفر إلى أجزاء أخرى من شبه جزيرة ماليزيا وكذلك إلى مطار كوالالمبور الدولي (KLIA) عبر السكك الحديدية عبر كيه إل سنترال.
احتلت كوالالمبور المرتبة السادسة من حيث عدد الزيارات في العالم على مؤشر مدن الوجهات من ماستركارد في عام 2019. وتضم المدينة ثلاثة من أكبر عشرة مراكز تسوق في العالم. كما تحتل كوالالمبور المرتبة 70 في العالم والثانية في جنوب شرق آسيا بعد سنغافورة في التصنيف العالمي لقابلية العيش الصادر عن وحدة الاستخبارات الاقتصادية والتاسعة في شبكة آسيا والمحيط الهادئ لمراكز العلوم والتكنولوجيا والثانية في جنوب شرق آسيا بعد سنغافورة في مركز الابتكار التكنولوجي الرائد لعام 2021 التابع لشركة كيه بي إم جي. وحصلت كوالالمبور على لقب عاصمة الكتاب العالمية لعام 2020 من قبل اليونسكو. وفي عام 2024 احتلت كوالالمبور المرتبة الثانية كأفضل مدينة متميزة في جنوب شرق آسيا بعد سنغافورة والمرتبة 135 على مستوى العالم حسب مؤشر المدن العالمية الصادر عن صحيفة أكسفورد الاقتصادية.

## أصل التسمية
كوالالمبور تعني «التقاء النهرين الموحل» بالملايوية. وكوالا هي النقطة التي يلتقي فيها نهران أو مصبهما، وكلمة لمبور تعني «الطين». وأحد الاقتراحات هو أن اسمها جاء منSungai Lumpur («النهر الموحل»)؛ وفي عشرينيات القرن التاسع عشر قيل إن مكانًا يُدعى سونغي لومبور كان أهم مستوطنة لإنتاج القصدير على نهر كلاغ. ومع ذلك فإن هذا الاشتقاق لا يأخذ في الاعتبار التالي: تقع كوالالمبور عند ملتقى نهر كومبق ونهر كلاغ، وبالتالي من المفترض تسميتها كوالا كومبق، حيث تُطلق تسمية كوالا عادة على النهر الذي ينضم إلى نهر أكبر أو يصب في البحر. وقد جادل البعض بأن سونغي لامبور امتدت في الواقع إلى نقطة التقاء النهرين وبالتالي فإن النقطة التي يلتقي فيها بنهر كلاغ ستكون كوالالمبور، على الرغم من أن سونغي لامبور هو نهر آخر ينضم إلى نهر كلاغ على بعد 1.5 كيلومتر (ميل واحد). عند المنبع من ملتقى كومبق، أو ربما تقع شمال منطقة كهوف باتو.
كما جرى اقتراح أن كوالالمبور كانت تسمى في الأصل بينغكالان لامبور («مكان المصب الموحل») بنفس الطريقة التي كان يُطلق بها على كلاغ في السابق اسم بينغكالان باتو («مكان المصب الحجري»)، ولكنها تحرفت إلى كوالالمبور. وتقول نظرية أخرى إن الاسم في البداية جاء من كلمة من لغة صينية يؤ (كانتونية) لام با، وتعني «الغابة المغمورة» أو «الغابة المتحللة». ولا يوجد دليل معاصر ثابت على هذه الاقتراحات سوى الحكايات. وقد يكون الاسم أيضًا شكلًا محرفًا لاسم منسي قديم.

## التاريخ

### السنوات المبكرة
يعتبر البعض أن كوالالمبور قد جرى تأسيسها على يد زعيم الملايو في كلاغ رجا عبد الله، الذي أرسل عمال المناجم الصينيين إلى المنطقة لفتح مناجم القصدير في عام 1857، وعلى الرغم من أنه من غير الواضح من هم المستوطنون الأوائل حيث من المحتمل أن يكون هناك المستوطنات عند ملتقى نهر كومبق-كلاغ قبل ذلك في عشرينيات القرن التاسع عشر. ومن المعروف أن عمال المناجم الصينيين شاركوا في تعدين القصدير في نهر سلاغور في أربعينيات القرن التاسع عشر على بعد نحو 16 كيلومترًا (10 أميال) شمال كوالالمبور الحالية، وشارك شعب ماندايلينغ سومطرة بقيادة راجا أسال وسوتان بواسا أيضًا في تعدين القصدير والتجارة في منطقة أولو كلاغ قبل عام 1860، وربما استقر السومطريون في الروافد العليا لنهر كلاغ في الربع الأول من القرن التاسع عشر، أو ربما قبل ذلك. وقد كانت كوالالمبور في الأصل قرية صغيرة مكونة من عدد قليل من المنازل والمحلات التجارية عند ملتقى نهر سونغي كومبق وسونغي كلاغ (نهر كلاغ). وجرى تأسيس كوالالمبور كمدينة نحو عام 1857، عندما قام رجا عبد الله بن رجا جعفر، بمساعدة شقيقه رجا جمعة من لوكوت، بجمع الأموال من رجال الأعمال الصينيين في ملقا لتوظيف عمال مناجم صينيين من لوكوت لفتح مناجم قصدير جديدة هناك. وهبط عمال المناجم في كوالالمبور وواصلوا السير على الأقدام إلى أمفغ، حيث افتتحوا المنجم الأول. وكانت كوالالمبور أبعد نقطة في نهر كلاغ حيث يمكن جلب الإمدادات بسهولة عن طريق القوارب، وبالتالي أصبحت نقطة تجميع وتوزيع تخدم مناجم القصدير.
على الرغم من ارتفاع عدد الوفيات بسبب ظروف الملاريا في الغابة نجحت مناجم أمفغ، وصدرت أول قصدير في عام 1859. في ذلك الوقت كان سوتان بواسا يتداول بالفعل يتاجر من أمفغ. ووصل تاجران من لوكوت هما هيو سيو وياب آه سزي إلى كوالالمبور وأقاما متاجر لبيع المؤن لعمال المناجم مقابل القصدير. بدأت المدينة بالتطور من خلال تعدين القصدير حول ساحة السوق القديم (ميدان باسار)، حيث تتجه الطرق نحو أمفغ وكذلك بودو وباتو (أصبحت الوجهات أسماء هذه الطرق: طريق أمفغ، وطريق بودو، وطريق باتو) حيث بدأ عمال المناجم بالاستقرار، وأيضًا في منطقتي بيتالينغ ودامانسارا. كما شكل عمال المناجم عصابات، وكثيرًا ما تقاتلت العصابات في هذه الفترة، وخاصة فصائل كوالالمبور وكانشينغ، وذلك للسيطرة بشكل أساسي على أفضل مناجم القصدير. وقد منح قادة الجالية الصينية لقب كابيتان سينا (زعيم صيني) من قبل رئيس الملايو، وأصبح هيو سيو التاجر الصيني القديم أول كابيتان في كوالالمبور. وجرى تعيين الكابيتان الصيني الثالث لكوالالمبور ياب آه لوي في عام 1868.

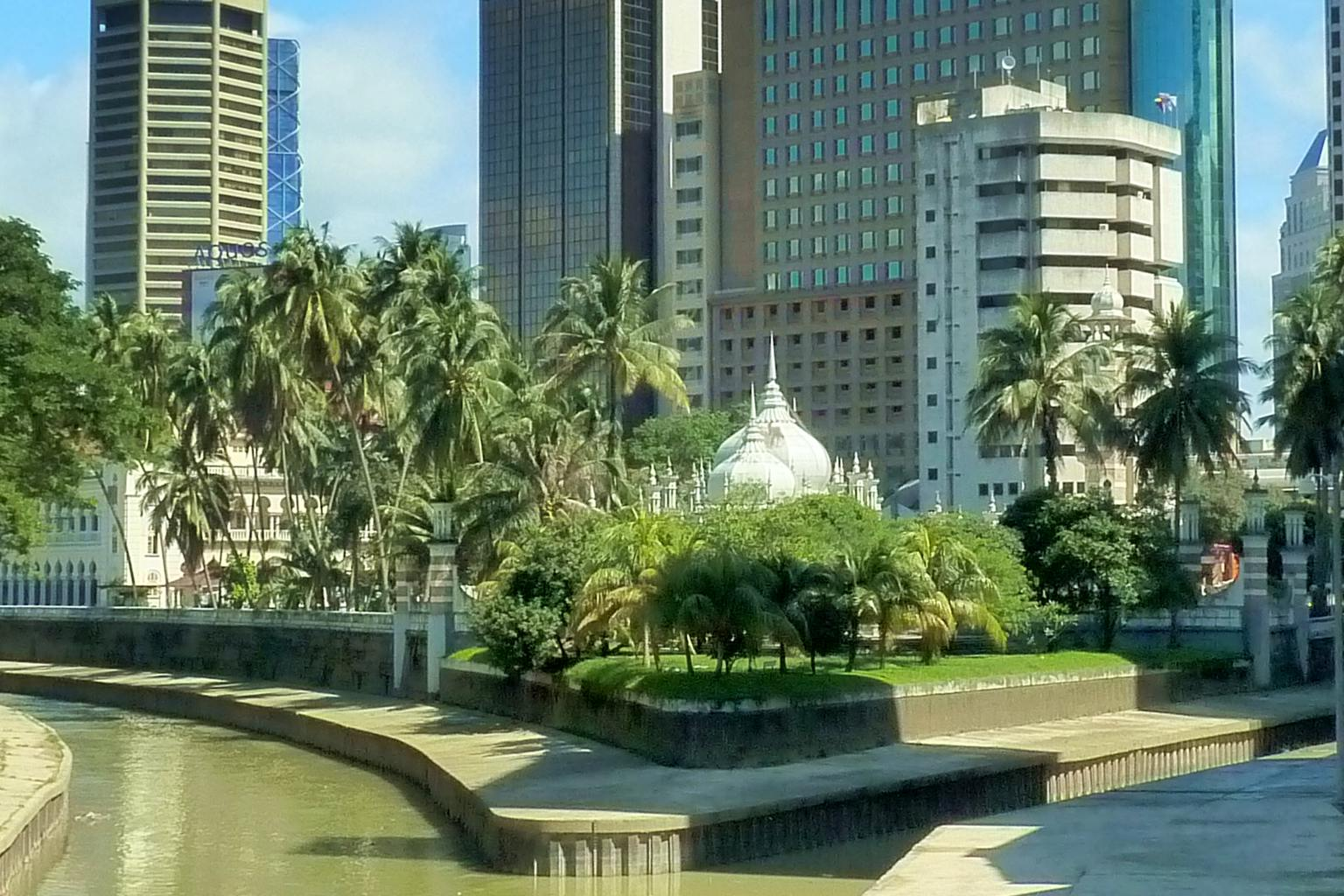
مسجد جاميك ونهر كلاغ

## الجغرافيا
تتميز جغرافيا كوالالمبور باحتوائها على وادي يسمى وادي كلاغ ويحد الوادي من الشرق جبال تيتيوانغسا ومضيق ملغا في الغرب.
وتبلغ مساحة كوالالمبور 243 كيلو متر مربع (94 ميل مربع)، مع ارتفاع متوسط 21,95 متر (72.0 قدم).

## المناخ ودرجات الحرارة
يتميز الطقس بالحرارة والرطوبة على مدار العام، مع كثرة الأيام التي تسطع فيها أشعة الشمس الدافئة، ويتراوح معدل درجات الحرارة بين 21 - 32 درجة مئوية، فيما ترتفع معدلات هطول الأمطار، إذ يتراوح بين 2000 - 2500 مم سنوياً. ويكون فصل الشتاء الممطر خلال أغسطس وسبتمبر وأكتوبرعلى طول الساحل الغربي بينما يكون بين نوفمبر وفبراير على الساحل الشرقي وفي شمال جزيرة بورنيو.
| البيانات المناخية لـكوالالمبور  | البيانات المناخية لـكوالالمبور | البيانات المناخية لـكوالالمبور | البيانات المناخية لـكوالالمبور | البيانات المناخية لـكوالالمبور | البيانات المناخية لـكوالالمبور | البيانات المناخية لـكوالالمبور | البيانات المناخية لـكوالالمبور | البيانات المناخية لـكوالالمبور | البيانات المناخية لـكوالالمبور | البيانات المناخية لـكوالالمبور | البيانات المناخية لـكوالالمبور | البيانات المناخية لـكوالالمبور | البيانات المناخية لـكوالالمبور |
| الشهر                           | يناير                          | فبراير                         | مارس                           | أبريل                          | مايو                           | يونيو                          | يوليو                          | أغسطس                          | سبتمبر                         | أكتوبر                         | نوفمبر                         | ديسمبر                         | المعدل السنوي                  |
| ------------------------------- | ------------------------------ | ------------------------------ | ------------------------------ | ------------------------------ | ------------------------------ | ------------------------------ | ------------------------------ | ------------------------------ | ------------------------------ | ------------------------------ | ------------------------------ | ------------------------------ | ------------------------------ |
| متوسط درجة الحرارة الكبرى °ف    | 89.8                           | 91.2                           | 91.8                           | 91.6                           | 91.2                           | 90.9                           | 90.1                           | 90.1                           | 89.8                           | 89.8                           | 88.9                           | 88.7                           | 90.3                           |
| متوسط درجة الحرارة الصغرى °ف    | 72.5                           | 73.0                           | 73.8                           | 74.7                           | 75.0                           | 74.5                           | 73.8                           | 73.6                           | 73.8                           | 73.8                           | 73.8                           | 73.2                           | 73.8                           |
| معدل هطول الأمطار إنش           | 6.67                           | 6.51                           | 9.48                           | 10.20                          | 8.05                           | 4.93                           | 5.01                           | 6.13                           | 7.59                           | 9.96                           | 11.33                          | 9.67                           | 95.55                          |
| متوسط درجة الحرارة الكبرى °م    | 32.1                           | 32.9                           | 33.2                           | 33.1                           | 32.9                           | 32.7                           | 32.3                           | 32.3                           | 32.1                           | 32.1                           | 31.6                           | 31.5                           | 32.4                           |
| متوسط درجة الحرارة الصغرى °م    | 22.5                           | 22.8                           | 23.2                           | 23.7                           | 23.9                           | 23.6                           | 23.2                           | 23.1                           | 23.2                           | 23.2                           | 23.2                           | 22.9                           | 23.2                           |
| معدل هطول الأمطار مم            | 169.5                          | 165.4                          | 240.9                          | 259.2                          | 204.4                          | 125.3                          | 127.2                          | 155.7                          | 192.8                          | 253.1                          | 287.8                          | 245.7                          | 2٬427                          |
| متوسط الأيام الممطرة (≥ 1.0 mm) | 11                             | 12                             | 14                             | 16                             | 13                             | 9                              | 10                             | 11                             | 13                             | 16                             | 18                             | 15                             | 158                            |
| ساعات سطوع الشمس الشهرية        | 186.0                          | 194.9                          | 207.7                          | 198.0                          | 207.7                          | 195.0                          | 201.5                          | 189.1                          | 165.0                          | 170.5                          | 153.0                          | 161.2                          | 2٬229٫6                        |
| المصدر:                         |                                |                                |                                |                                |                                |                                |                                |                                |                                |                                |                                |                                |                                |

## الاقتصاد

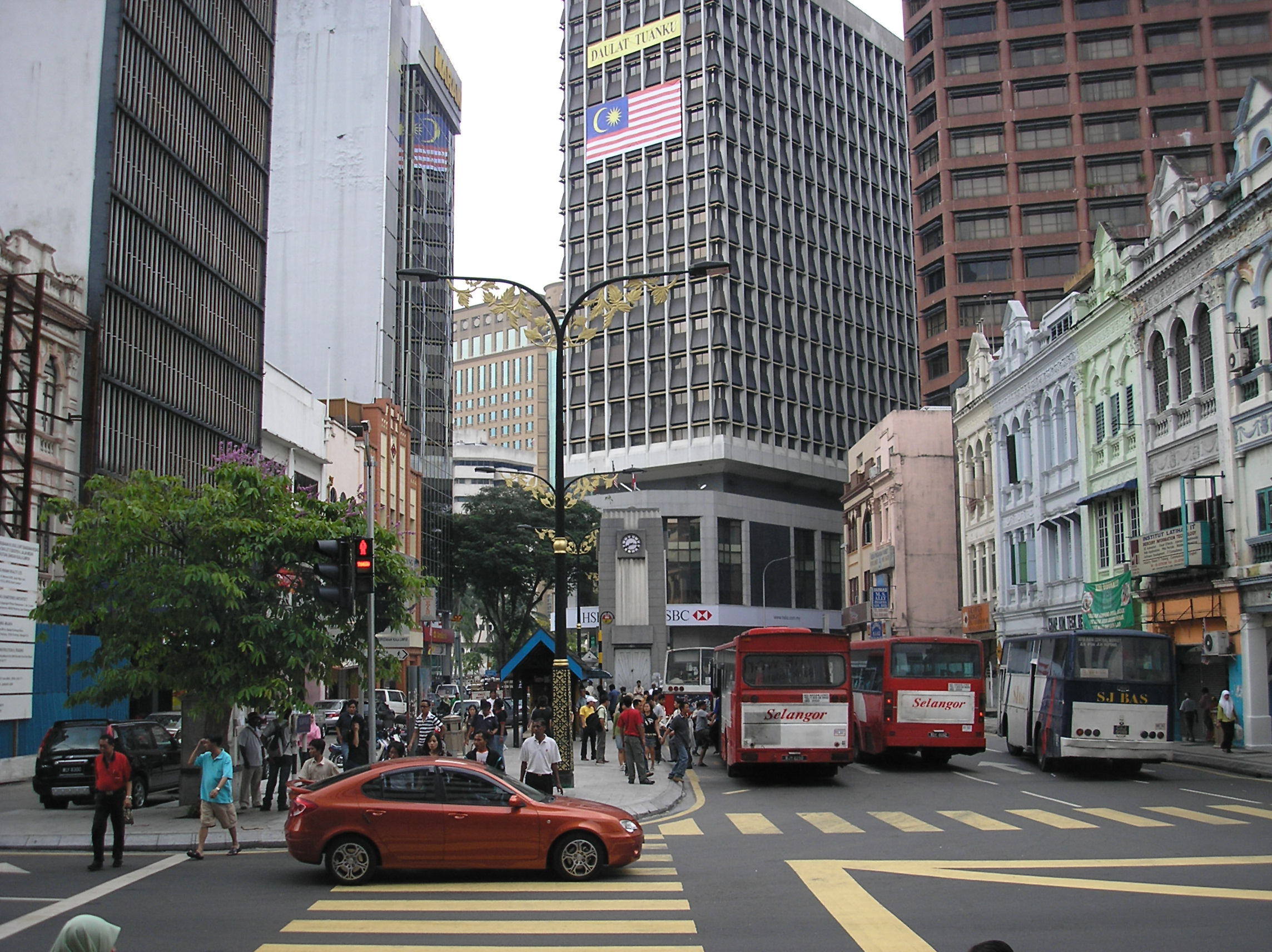
شارع في ساحة ماركيت القديمة (ميدان باسار)

العملة هي الرنجيت الماليزي. والعملات الأجنبية قابلة للتحويل في المصارف ومحلات الصيرافة.

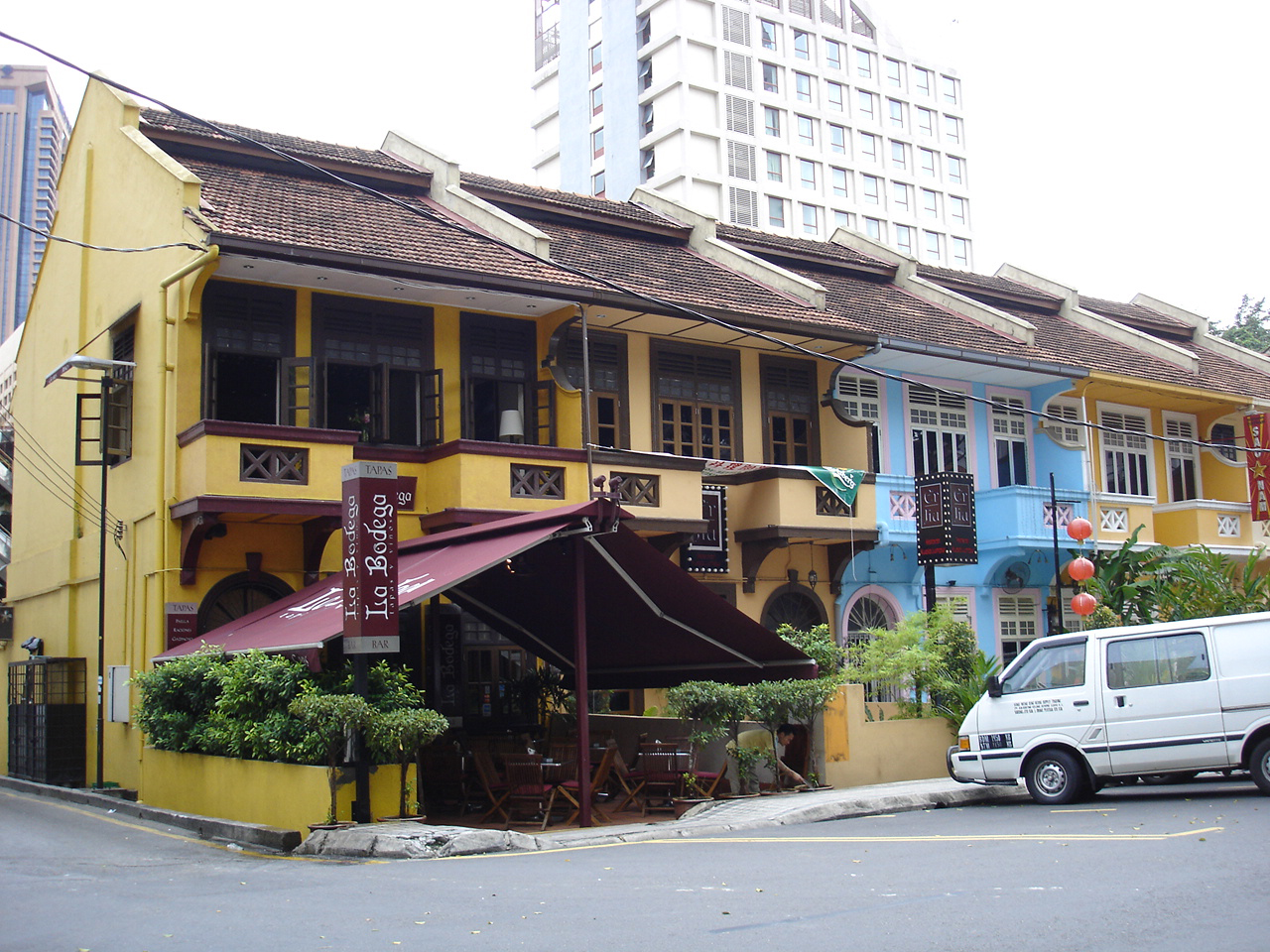
مطاعم

### السياحة
قطاع السياحة يلعب دوراً مهما في اقتصاد المدينة، وتوفير الدخل وفرص العمل وتوسيع نطاق الفرص التجارية. ويوجد في العاصمة الماليزية العديد من الفنادق الكبيرة. حيث تعتبر مدينة كوالالمبور المدينة الخامسة من الأكثر زيارة في العالم 8,940,000 في عام 2008, إضافة على احتواها العديد من مراكز التسوق العالمية، وأصبحت أيضا عنصراً قويا في مجال الصناعة.
الوجهات السياحية الرئيسية في كوالالمبور: ساحة مرديكا، مجلس البرلمان الماليزي، استانا بودايا، استانا نيجارا، برج كوالالمبور، المتحف الوطني في ماليزيا، السوق المركزي، مسجد جاميك، مسجد نغارا ومسجد الإقليم الفدرالي.
انتشرت الفنادق ذات الخمس نجوم في جميع أنحاء كوالالمبور لاستيعاب الأعداد الكبيرة من السياح التي تزور العاصمة الماليزية.

### التسوق
تحتوي كوالالمبور على 66 مركز للتسوق وبيع التجزية والأزياء. التسوق ساهم ب 7.7 مليار رنجيت ماليزي (2.26 دولار أمريكي) أو 20.8% من إيرادات قطاع السياحة لعام 2006. وتلعب كوالالمبور دور مهم في جذب المستهلكين.
وفي عام 2000 م قامت وزارة السياحة الماليزية بحدث ضخم للبيع والتسوق في ماليزيا ويقام هذا الحدث الضخم من أجل البيع والتسوق ثلاث مرات في السنة في أشهر مارس، مايو وديسمبر، حيث يتم تشجيع جميع مراكز التسوق المشاركة لتعزيز كوالالمبور كوجهة تسوق رائدة.

## السكان

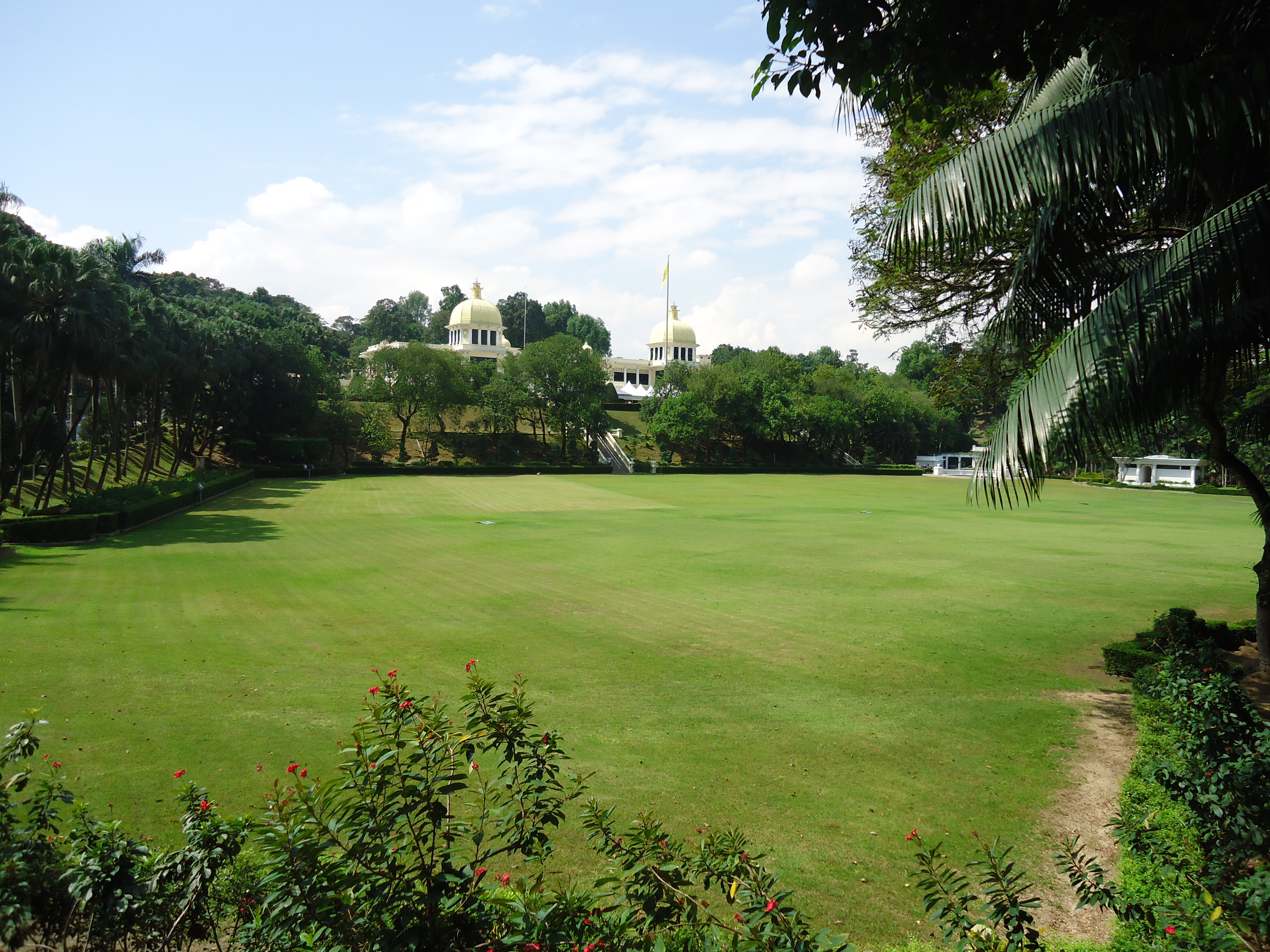
ايستان نگارا المقر السابق للحاكم الأعلى للبلد والمتحف الملكي حاليا

كوالالمبور هي المدينة الأكثر اكتظاظا بالسكان في ماليزيا، حيث بلغ عدد سكانها أكثر من 1,6 مليون نسمة في عام 2010 م وبلغت الكثافة السكانية 6696 نسمة لكل كيلومتر مربع (17340 نسمة/ ميل مربع) وهي أعلى نسبة مقارنة مع باقي الأقاليم الماليزية. والانخفاض المستمر في معدل المواليد في كوالا لمبور أدى إلى الانخفاض في نسبة الشباب دون 15 سنة من 33 ٪ في عام 1980 إلى أقل من من 27 ٪ في عام 2000. ومن ناحية أخرى، من الفئة العمرية 15-59 من العمل ارتفعت من 63 ٪ في عام 1980 إلى 67 ٪ في 2000. المجموعة من كبار السن، 60 سنة وما فوق قد ارتفع من 4 ٪ في 1980 و 1991 إلى 6 ٪ في عام 2000 م.

### أعراق
- ماليزيون (%91.00)
- غير ماليزيون (%9.00)
  - الصينيون (%43.00).
  - الملايويون (%38.00).
  - الهنود (%10.00).
  - الجاويون.
  - البنغلاديشيوين.
  - عرب.
  - أوروبيون.

الشعب والأصول العرقية
العرق الملايو
يمثل 67.3 بالمئة من توليفة السكان ومعظمهم من المسلمين ويتوزعون على جميع أنحاء ماليزيا ويعمل معظمهم في الدوائر الحكومية ويقل منهم من يعمل في التجارة أو الأعمال الحرة على الرغم من أن الحكومة تعطي الأولوية إليهم والعديد من المزايا مثل القروض الميسرة والأراضي المجانية التي تعطى مجانا من السلطان سنويا لأبناء البلاد الأصليين.
العرق الصيني
ويمثلون 18.3 في المئة من التعداد السكاني ومعظمهم يدينون بالبوذية ويقل منهم من يعتنق المسيحية وندر منهم من يدين بالإسلام ويعمل معظمهم في التجارة والصناعة وبعض الأعمال التي لا يعمل بها المسلمون.
العرق الهندي
و يمثل 6.4 من تعداد السكان ومعظمهم يعمل في الأعمال البدنية في السكك الحديدية وسائقي التاكسي وأعمال الطرق والبناء ويعمل المسلمون منهم مع العرق الباكستاني في تجارة الذهب والعملات والمطاعم ومطاعم الأكل الهندي الحلال على العكس من المطاعم الصينية .
الاعراق المختلفة
بقية السكان من العرب ويعرفوا بالسادة وبعض من البرتغاليين والإنسان البدائي إنسان الغابة ويعرفوا بالاوران الأصلي.

## البناء

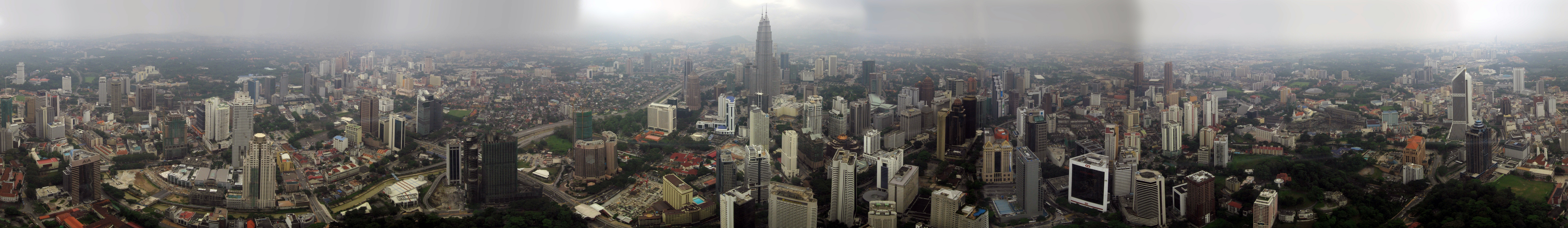
صورة تم التقاطها من على السطح

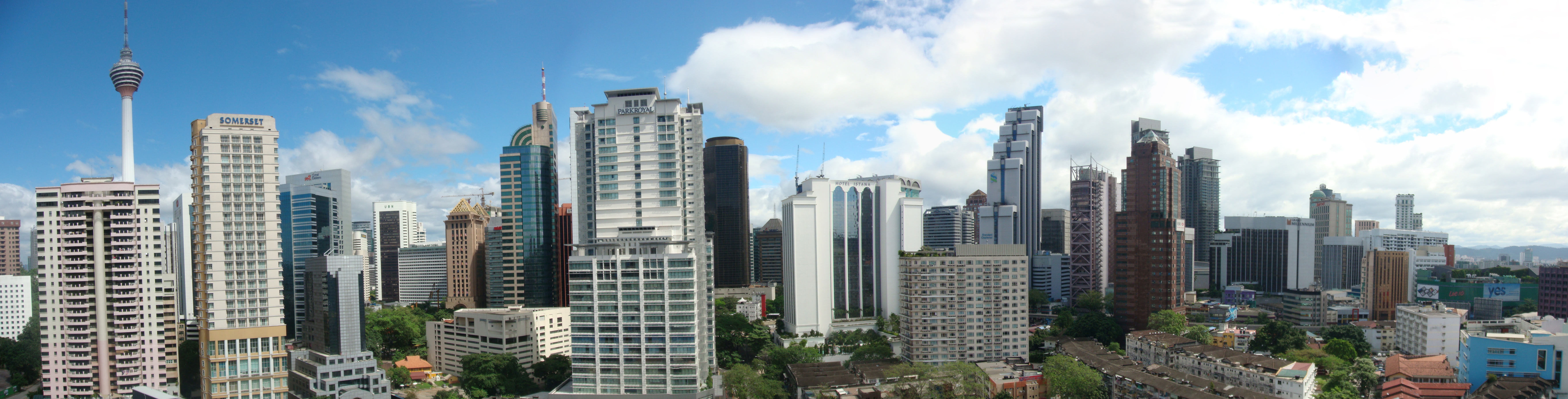
صورة لكوالالمبور تم التقاطها من أحد الفنادق في منطقة بوكيت بينتانج.

### الهندسة المعمارية

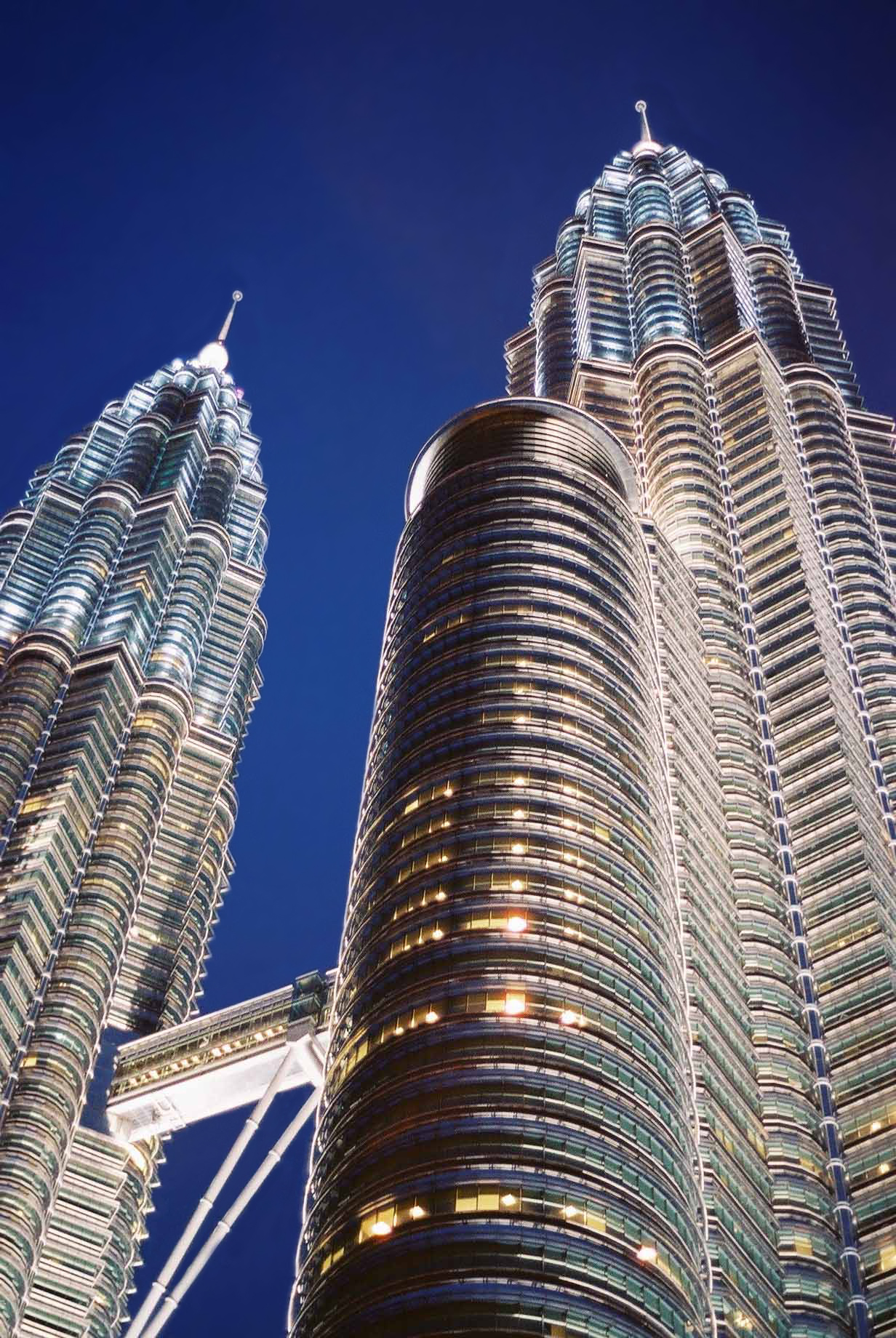
برجا بتروناس التوأم

بنية كوالالمبور هي مزيج من التأثيرات الاستعمارية القديمة، والتقاليد الآسيوية والإسلامية. بما أنها مدينة صغيرة نسبيا بالمقارنة مع غيرها من العواصم جنوب شرق آسيا مثل بانكوك، جاكرتا ومانيلا. ولقد بنيت الكثير من المباني في وقت الاستعمار وفي نهاية القرنان التاسع عشر والعشرون. ذات نمط العمارة القوطية الجديدة وغيرها. معظم التصميمات تم تعديلهن باستخدام الموارد المحلية المناسبة للمناخ المحلي، الذي هو حار ورطب على مدار العام.

### المتنزهات

متنزة مركز مدينة كوالالمبور

حدائق البحيرة وتبلغ مساحتهن 92 هكتار ويقع بالقرب من مبنى البرلمان الماليزي وحديقة كوالالمبور للطيور وغيرها.

## التعليم
حسب الإحصائيات الرسمية تبلغ نسبة المجيدين للقراءة والكتابة في كوالالمبور 97.5% وهي أعلى النسب بين الأقاليم الماليزية. اللغة الماليزية هي لغة التدريس في جميع المواد وتعتبر اللغة الإنجليزية هي لغة ثانية إلزامية.
تقع جامعة ماليزيا في العاصمة كوالالمبور والتي تأسست عام 1962 م وتعتبر من أقدم الجامعات في ماليزيا، كما أنها تعتبر أفضل جامعة في ماليزيا حسب (Times Higher Education) للتصنيف العالمي للجامعات.
وفي السنوات الأخيرة ارتفع عدد الطلاب الأجانب في جامعة ماليزيا وذلك بفضل مستواها العالي في التدريس الجامعي.
وتقع جامعة الدفاع الوطني في سونجاى بيسي.

## الثقافة

### فن
تتعتبر كوالالمبور مركز للنشاطات الثقافية والفعاليات في ماليزيا. من بين هذة المراكز المتحف الوطني الذي يقع على طول الطريق السريع ماهاميرو. والذي يضم مجموعة من التحف واللوحات التي تم جمعها من جميع أنحاء البلاد. وأيضا متحف الفنون الإسلامية الذي يضم أكثر من سبعة آلاف من القطع الأثرية الإسلامية بما في ذلك المعارض النادرة فضلاً عن مكتبة للكتب الفن الإسلامي. ومع ذلك، فإن المتحف لا يركز على تجميع أعمال من الشرق الأوسط فحسب، بل يشمل أيضا تحف ولوحات من أماكن أخرى في آسيا، مثل الصين وجنوب شرق آسيا. كوالالمبور لديه الحرف الثقافية المعقدة إلى جانب وجود متحف يعرض مجموعة متنوعة من النسيج والسيراميك الحرف المعدنية، ومنتجات الخيوط. ويتم تصوير جميع المعلومات من عملية الإنتاج بشكل كامل مع ديوراما الحقائق التاريخية، وتقنية هندسة المعدات التقليدية. ومن العمليات التي تم تصويرها صناعة الفخار ونحت الخشب بطرق معقدة، نحت الفضة، الحدادة، النسيج، وختم أنماط الباتيك على القماش وصنع القارب. رويال سلاغور وهو متحف يسمح للزائرين باستخدام الأدوات والأساليب القديمة.

### الرياضة

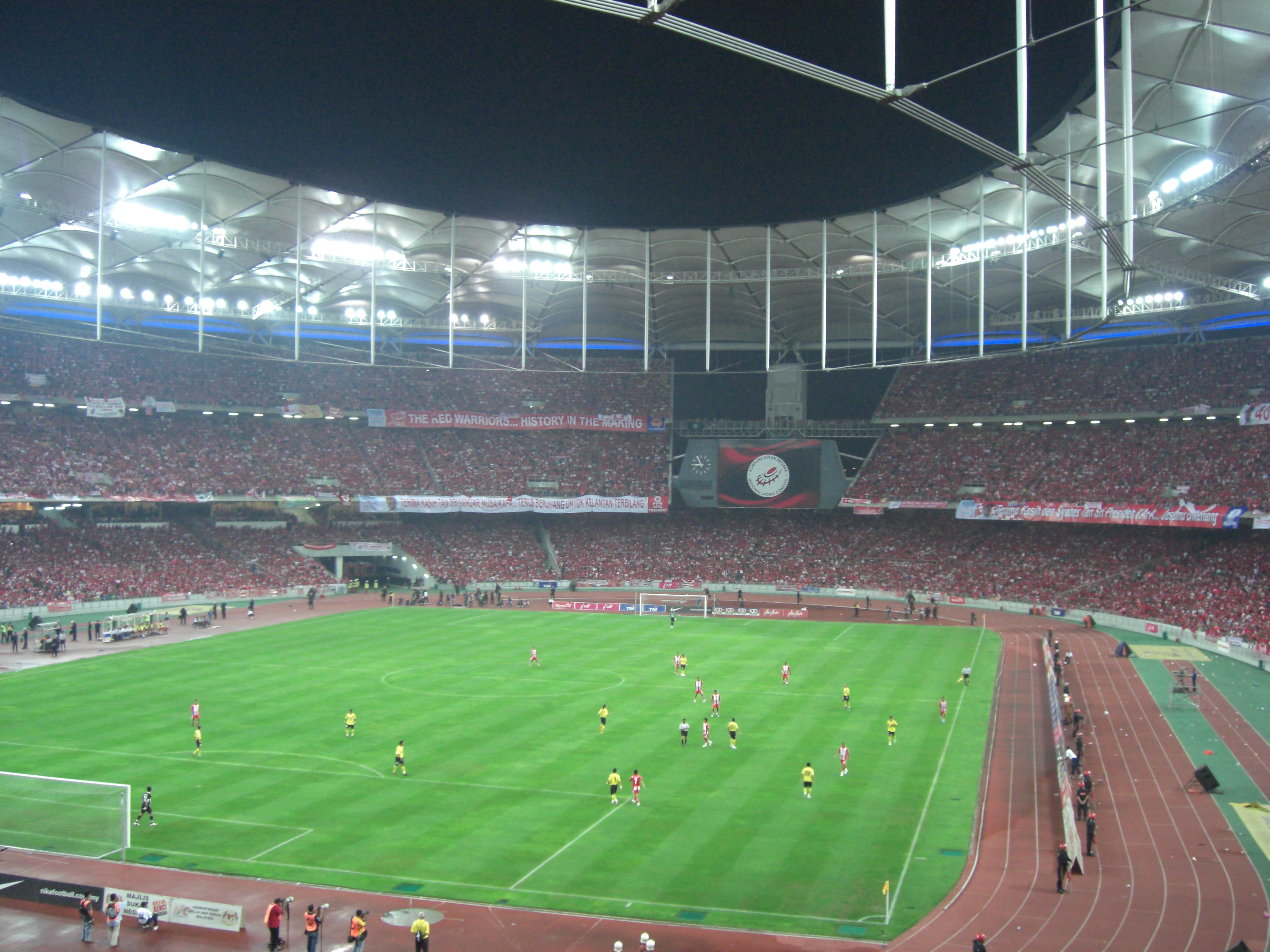
الملعب الوطني (بكيت جليل)

تحتوي كوالالمبور على عدد كبير من المتنزهات والحدائق وافتتحت أماكن خاصة من أجل الترفية والتي تضاعفت بشكل ملحوظ بنسبة 169.6% من 586 هكتار في عام 1984 إلى 1,580 هكتار في عام 2000.

## النقل والمواصلات

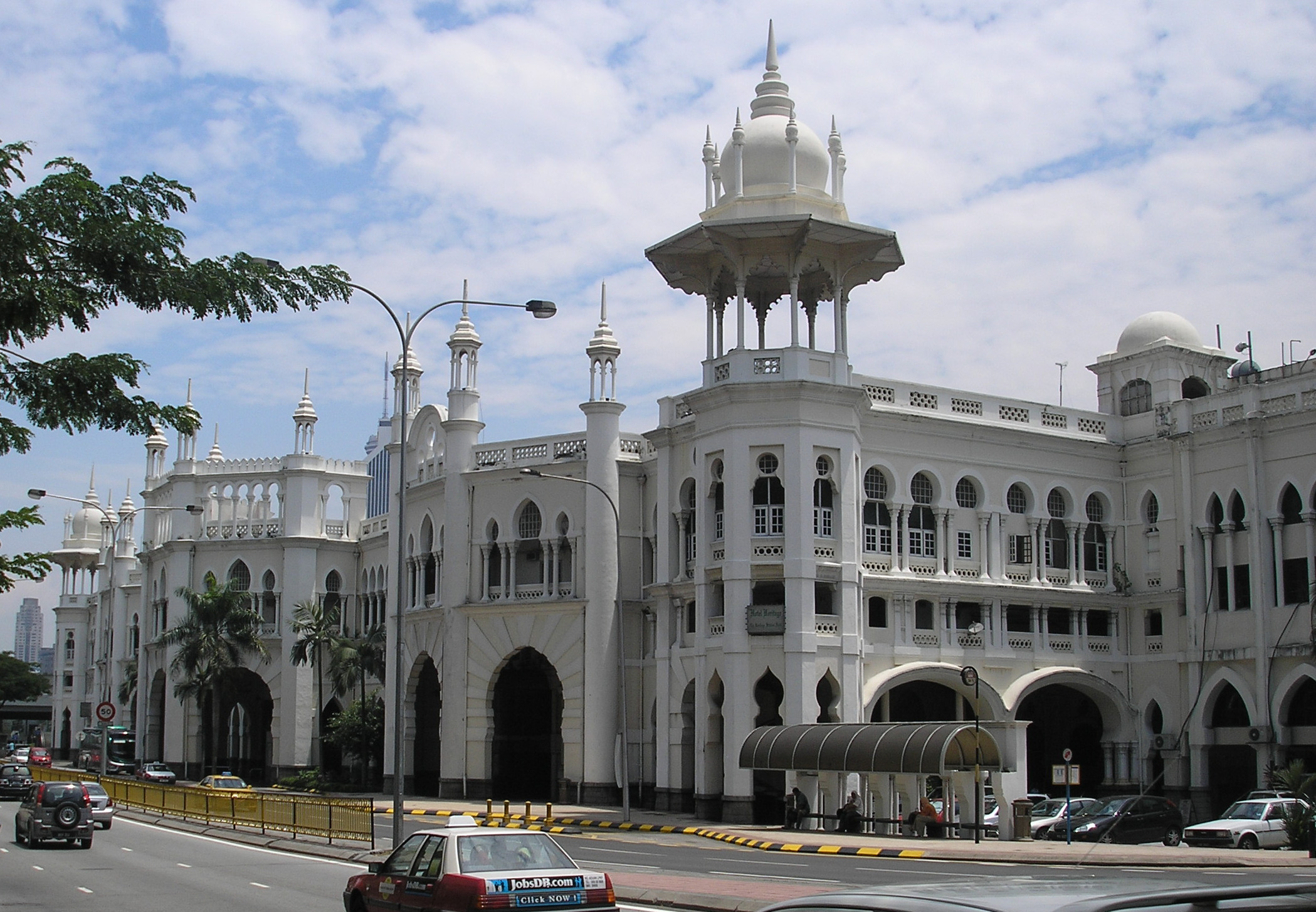
محطة السكك الحديدية القديمة والتي انتهى بناؤها عام 1910 م.

خلافا عن باقي المدن الآسيوية، أن الناس يتنقلون بالنقل بشكل رئيسي. إضافة إلى أن جميع الأحياء والمناطق في كوالالمبور متصلة معا من خلال طرق رئيسية وطرق رئيسية التي تربط كوالالمبور مع باقي المدن والأقاليم الماليزية.
أما بالنسبة للنقل الجوي يوجد في كوالالمبور مطاران. ويقع المطار الرئيسي، مطار كوالالمبور الدولي (مطار كوالالمبور) في سيبانغ، سلاغور، الذي يعتبر أيضا محور الطيران في ماليزيا على بعد حوالي 50 كيلومترا (31 ميل) إلى الجنوب من المدينة. المطار الآخر هو مطار السلطان عبد العزيز شاه، المعروف أيضا باسم Skypark سوبانج وكان بمثابة بوابة دولية رئيسية إلى كوالالمبور في الفترة من 1965 حتى فتح مطار كوالالمبور في عام 1998.
مطار كوالالمبور يربط المدينة مع رحلات مباشرة إلى القارات الست في جميع أنحاء العالم ويمتاز بأسعارة الرخيصة المناسبة لجميع الطبقات. ويمكن الوصول إلى مطار كوالالمبور باستخدام القطار فائق السرعة والذي يستغرق 28 دقيقة، أثناء السفر بالسيارة عبر الطريق السريع سوف يستغرق نحو ساعة.
وسائل النقل العام في كوالا لمبور وبقية وادي كلاغ تغطي مجموعة متنوعة من وسائط النقل مثل السكك الحديدية والحافلات وسيارات الأجرة. على الرغم من الجهود المبذولة لتشجيع استخدام وسائل النقل العام، إلا أن نسبة المستخدميين لم تتجاوز 16 في المئة من السكان في عام 2006.
النقل بالسكك الحديدية في كوالالمبور يشمل السكك الحديدية الخفيفة القطار السريع، والقطار الكهربائي والسكك الحديدية نقل الركاب. كوالا لمبور سنترال هو أيضا يعتبر لوحة وصل للسكك الحديدية بين المدن التي تديرها وبين المدن كيه (ماليزيا، سنغافورة وتايلاند). وهي توفر خدمات السكك الحديدية إلى مناطق بعيدة مثل سنغافورة في الجنوب، وهات ياي، وتايلاند في الشمال.

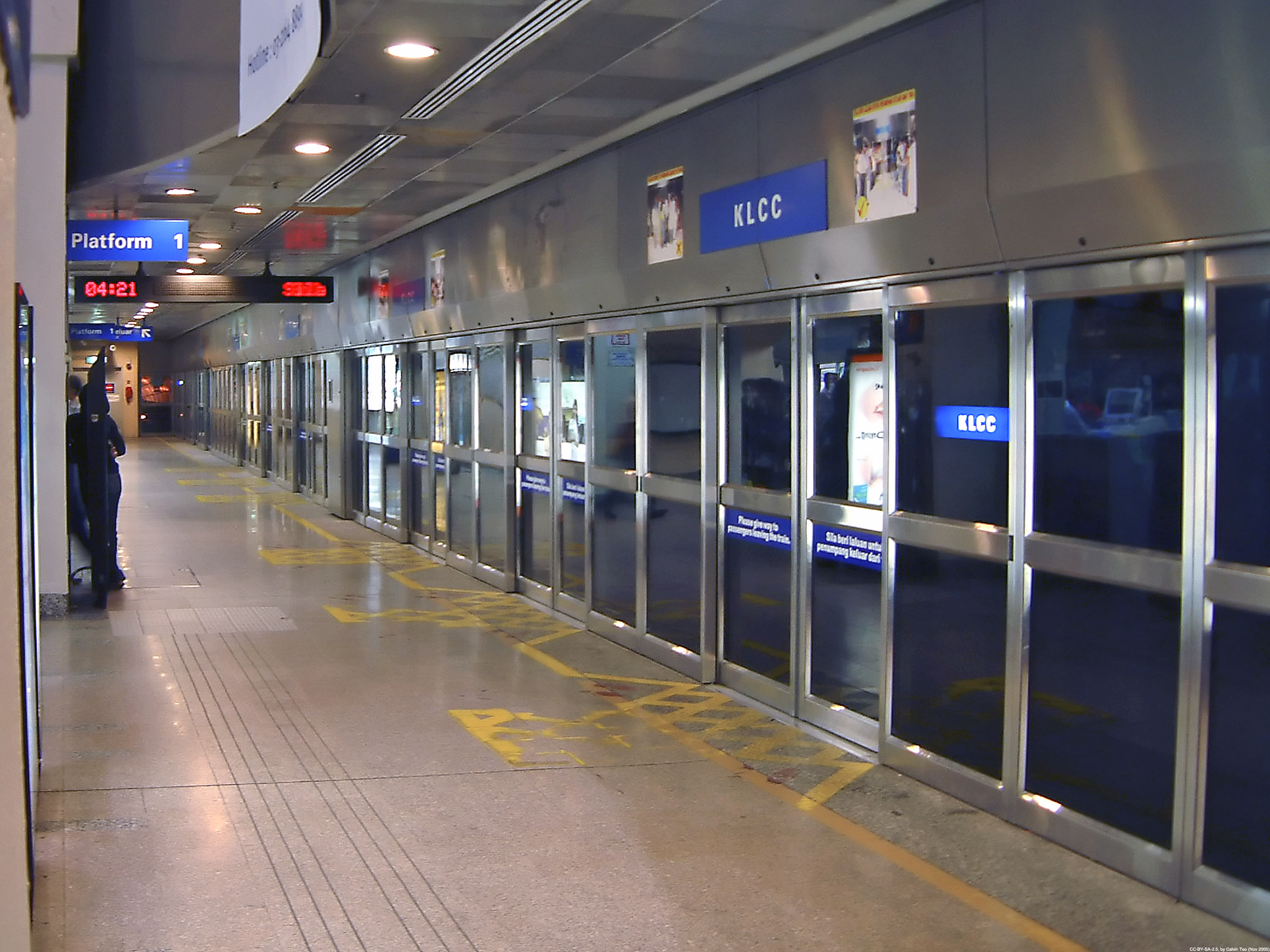
محطة KLCC LRT على طول Kelana Jaya Line (بوترا LRT) في كوالالمبور

## العلاقات الدولية
قد أنشأت كوالالمبور ترتيبات التوأمة الرسمية والشراكات الدبلوماسية مع العديد من المدن في مختلف أنحاء العالم.
| الدولة  | المدينة       | نوعية الشراكة        |               |
| ------- | ------------- | -------------------- | ------------- |
| الهند   | تشيناي        | مدن متوأمة           | [ 29 ]        |
| الهند   | دلهي          | مدن متوأمة           | [ 30 ]        |
| إيران   | أصفهان        | مدن متوأمة           | [ 31 ] [ 32 ] |
| إيران   | مشهد (إيران)  | مدن متوأمة           | [ 33 ]        |
| اليابان | أوساكا        | مدينة شريكة اقتصاديا | [ 32 ] [ 34 ] |
| ماليزيا | مدينة ملقا    | مدن متوأمة           | [ 32 ]        |
| المغرب  | الدار البيضاء | مدن متوأمة           | [ 32 ]        |
| تركيا   | أنقرة         | مدن متوأمة           | [ 32 ] [ 35 ] |

## اللغة
اللغة الماليزية «بهاسا ملايو» هي اللغة الرسمية، حيث تتميز بسهولة التعلم وتقترب الكثير من مفرداتها من مكونات اللغة العربية وفي الوقت الذي يتكلم فيه الصينيون والتاميل والهنود بلغاتهم ولهجاتهم الخاصة في مناطق تجمعاتهم السكانية، كما ويتكلم اللغة الإنجليزية غالبية السكان بشكل عام فيما يتحدث السكان في منطقة غرب ماليزيا اللغة المالاوية، الصينية، التاميلية ولغات محلية أخرى والإنجليزية. أما في ولاية صباح فيتحدثون اللغة الإنجليزية، المالاوية اللغات المحلية، والصينية «الماندارين والهاكا». وفي ولاية سراواك تُستخدم اللغات الإنجليزية والمالاوية والماندارين إضافة إلى لغات محلية أخرى.
أيام العمل
تعمل جميع المكاتب الحكومية في جميع الولايات، باستثناء ولايات قدح وكلنتن وترغكانو، 5 أيام في الأسبوع، من الإثنين حتى الجمعة.

## معرض صور

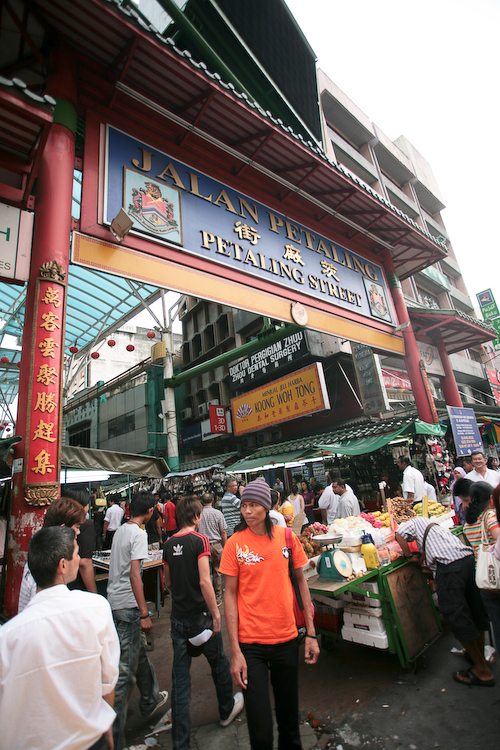
شارع بيتالينغ, المدينة الصينية المزدحمة في كوالالمبور
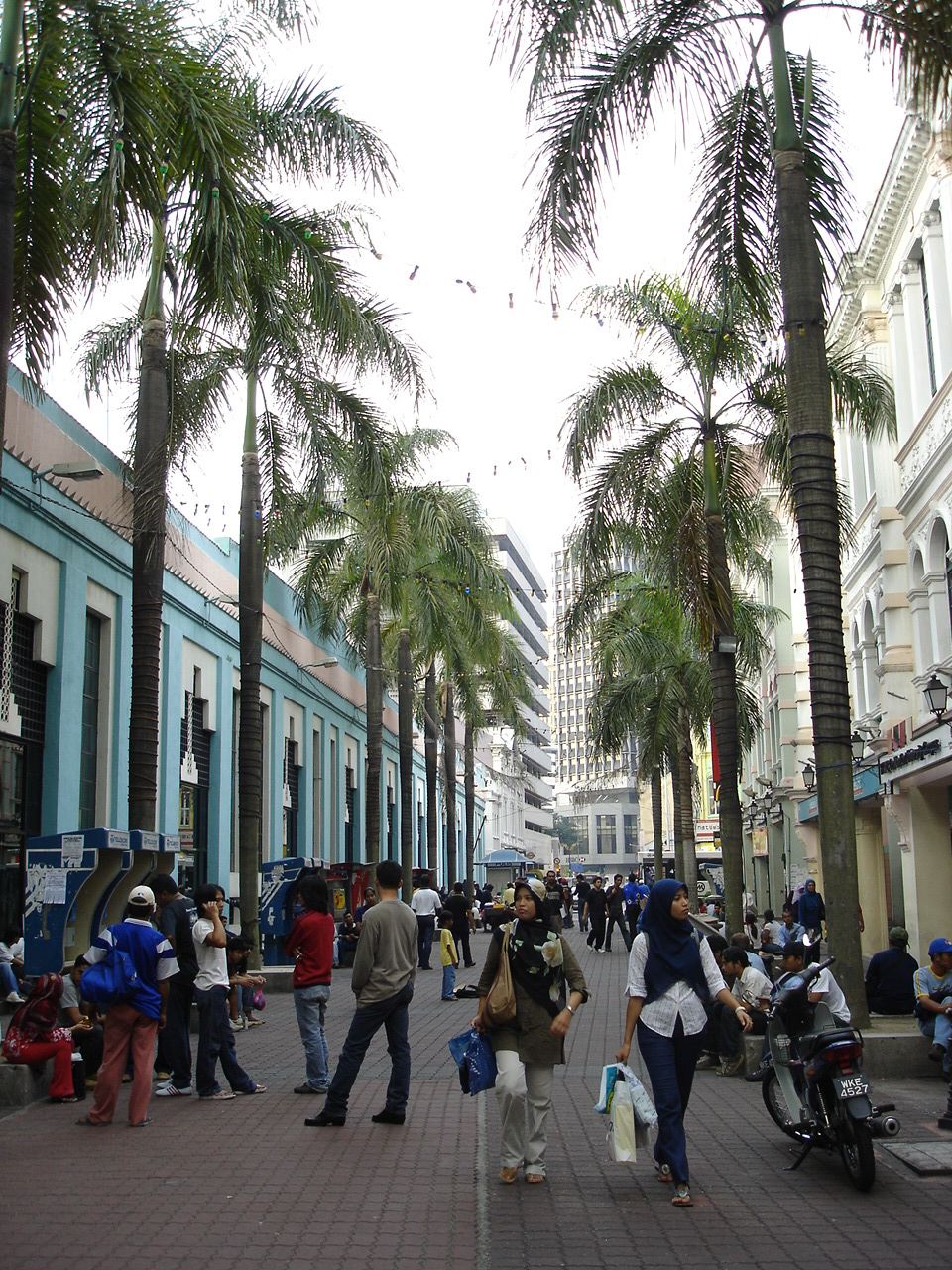
مجموعة من الناس يتسوقون في مول

## وصلات خارجية
- قاعة مدينة كوالالمبور
- كوالالمبور